# Manuel de Cueto y Ribero
Manuel (de) Cueto (y) Ribero o Rivero, siglo XIX, sacerdote, escritor, historiador y orientalista español.

## Biografía
Doctor en Teología y catedrático de hebreo en la Universidad de Salamanca (1862) y de griego en la Universidad de Granada, de cuya Facultad de Filosofía y Letras fue decano.

## Obras
- Don Aureliano Fernández-Guerra y Orbe. Madrid: Imp. Lezcano y C.ª, 1881.
- "Harpócrates, estatua egipcia púnica de bronce, existente en el Museo Arqueológico Nacional", en Museo Español de Antigüedades, tomo I, pág. 121.
- "Únicamente la doctrina y las acciones evangélicas, como de Dios hecho hombre, pudieron levantar á la humanidad y librarla de la abyección en que había caído" en Discurso leído en la Universidad Central... Madrid: Imprenta de la Compañía de Impresores y Libreros, á cargo de A. Avrial, 1860.
- Originalidad y antiguedad de la lengua santa: discursos leídos ante el claustro de la Universidad de Salamanca en el acto de la recepcion del catedratico Manuel de Cueto y Rivero el dia 30 de noviembre de 1862 Madrid: Imprenta de Manuel Galiano, 1862.
- Discursos leídos ante el Claustro de la Universidad de Salamanca en el acto solemne de la recepción del catedrático numerario de lengua hebrea D. Manuel de Cueto y Rivero: el día 30 de noviembre de 1862. Madrid: Imprenta de Manuel Galiano, 1862.
- Discurso leído ante la universidad literaria de Granada, en la solemne apertura del curso académico de 1881 á 1882, Granada: Sabatel, 1881.
- Con Carlos Nebreda y López, Memoria relativa a las enseñanzas especiales de los sordo-mudos y de los ciegos: premiada con medalla de plata en la Exposición Aragonesa de 1868, Madrid, [s.n.], 1870.